# Dingo Fence

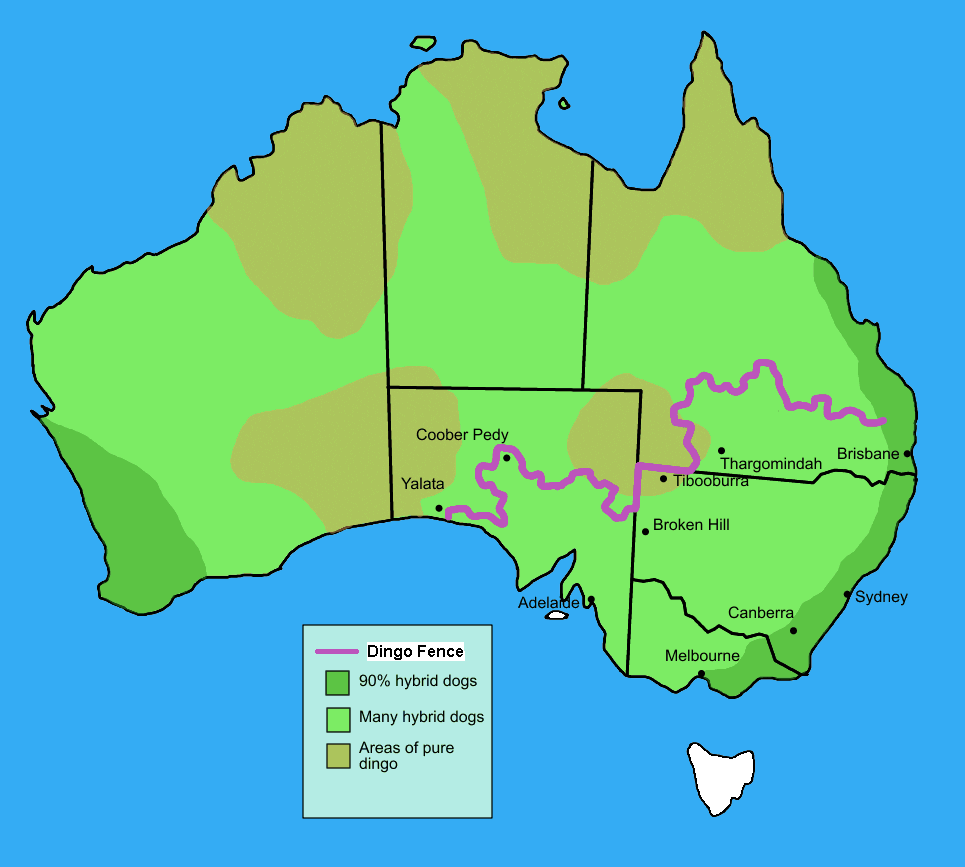
Plaats van het hek (paars)

De Dingo Fence is een 5.614 km lang hekwerk dat is gebouwd om schapen in het zuidelijke deel van Australië te beschermen tegen dingo's. Aan het hekwerk werd begonnen in 1880 en vijf jaar later werd de bouw volbracht. Het hek overspant de gehele afstand van Jimbour, vlak bij Toowoomba aan de oostkust tot het Eyreschiereiland aan de Grote Australische Bocht en is 1,80 meter hoog. Door het hek nam de populatie van dingo's ten zuiden van het hek af en werden er minder schapen gedood, maar tegelijkertijd namen kangoeroes en konijnen sterk in aantal toe, wegens het wegvallen van hun natuurlijke vijand.
De Dingo Fence is een van de langste bouwwerken en het langste hek op aarde.